# ジョセフ・ナン

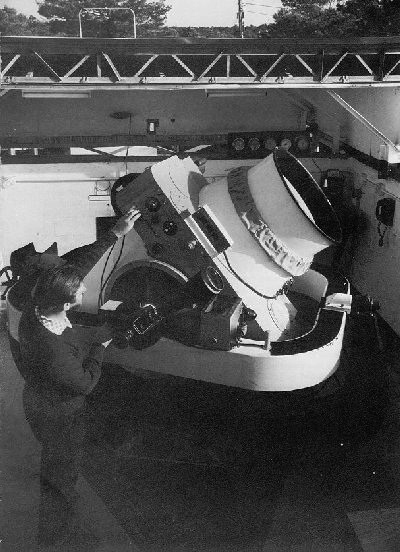
ベーカー-ナン人工衛星追跡用カメラ

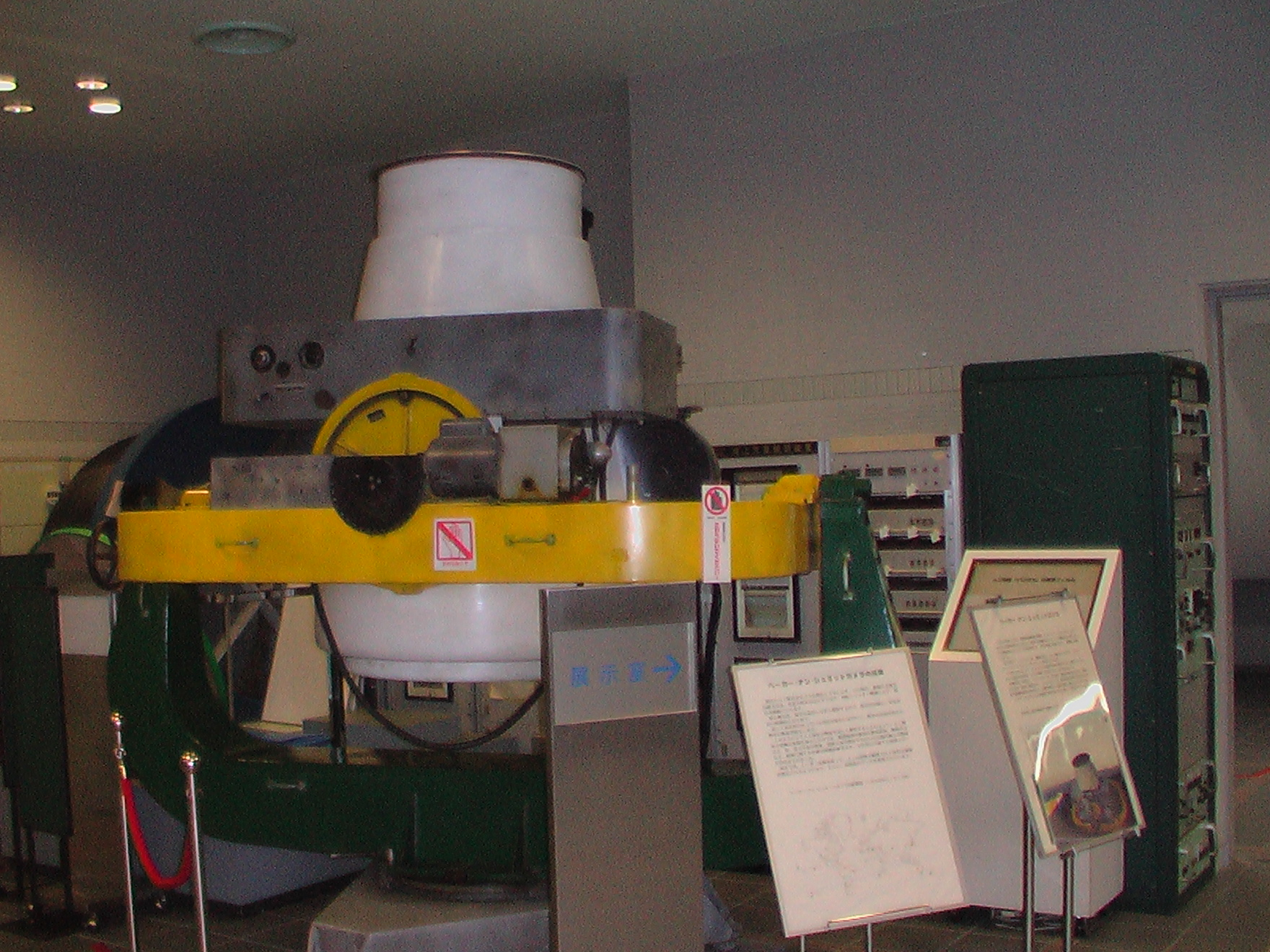
ベーカー＝ナン カメラ(現在は姫路科学館にて展示)

ジョセフ ナン (Joseph Nunn、1905年 - 1968年)はアメリカの光学技術者である。
1956年にジェイムズ・G・ベイカーとともに一連の人工衛星追跡用のカメラの開発に携わった。これらはそれらの設計者に由来してベイカー・ナンシュミット式望遠鏡と称され、大型の広視野写真用カメラを組み合わせた超精密追跡システムである。
ジョセフ・ナンはこれらのカメラの機構部の設計を担当して、ベーカー博士はカメラを開発した。光学系はパーキンエルマーによって製造され、カメラはBoller and Chivensによって組み立てられた。

このカメラはソビエト連邦のスプートニク1号人工衛星の追跡データをもたらした。 1958年8月にSTPネットワークの12機のカメラで構築された。それらのカメラは解体される1991年まで運用された。それらのカメラの1台は小天体追尾計画で使用するために再整備された。
ジョセフ・ナンはカリフォルニア州パサデナとサンマルコに居住した。
彼の開発した人工衛星追跡用カメラは1958年にスミソニアン天体物理観測所によって人工衛星の追跡を目的として世界中の12箇所に設置され、その中の1台は東京天文台三鷹観測所に設置され、1968年に堂平観測所に移設された。現在は姫路科学館にて展示されている。
月面上のNunnクレーターは彼に由来する。